# Partit Conservador Eslovac
El Partit Conservador Eslovac (en eslovac Slovenská konzervatívna strana, SKS), fundat inicialment com a Xarxa (Sieť, estilitzat com a #SIEŤ) va ser un partit polític de centredreta d'Eslovàquia.
Va ser creat el juny de 2014 per Radoslav Procházka, antic dirigent del Moviment Democràtic Cristià. A les primeres enquestes el situaven com un dels principals partits per a les properes eleccions legislatives. Finalment, Xarxa va obtenir només el 5.6% dels vots i 10 diputats, una de les sorpreses de la nit per als analistes. El partit va formar part de la coalició de govern liderada per Direcció-SD, el que va provocar aviat una divisió interna i l'escissió d'una part, inclosos tres diputats. La polèmica va provocar que el poc suport que tenien es reduís fins al l'1% a les enquestes.
Més endavant una altra facció del partit, incloent 5 diputats més, abandonarien el partit per donar suport al nou moviment de Most-Híd, deixant només a dos representants dels deu inicials. Durant els mesos següents el Primer Ministre Robert Fico va anunciar que els ministres del partit dimitirien i s'integrarien a altres partits de la coalició. Els dos diputats restants passarien a ser independents durant el 2017.
Al 2018 el partit va anunciar el canvi de nom per Partit Conservador Eslovac, en un intent desesperat per renovar el mateix i evitar la catàstrofe a les següents eleccions. Tanmateix, no tindrien capacitat per a presentar-se a les eleccions de 2020, perdent tota la seva representació. Un any més tard, el partit va signar un document pel qual s'integrarien al Moviment Democràtic Cristià.

## Resultats electorals

### Consell Nacional
| Any  | Vots            | %               | Escons   | +/- | Govern            |
| ---- | --------------- | --------------- | -------- | --- | ----------------- |
| 2016 | 146.205         | 5,61            | 10 / 150 | Nou | Coalició          |
| 2020 | No es presenten | No es presenten | 0 / 150  | 10  | Extraparlamentari |

### Parlament Europeu
| Any  | Vots | %    | Escons | +/- |
| ---- | ---- | ---- | ------ | --- |
| 2019 | 603  | 0.06 | 0 / 14 | Nou |